# Győr-Sopron-Ebenfurti Vasút
De Győr-Sopron-Ebenfurti Vasút Zrt. (Hongaars afgekort GySEV) of Raab-Oedenburg-Ebenfurter Eisenbahn AG of Raaberbahn (Duits afgekort ROeEE), is een spoorwegmaatschappij in West-Hongarije. Ze is zelf eigenaar van de spoorlijn tussen het Oostenrijkse Ebenfurt en het Hongaarse Győr. Tevens wordt personenvervoer uitgevoerd op op een aantal omliggende spoorlijnen (zie kaart). Daarnaast is er een dochterbedrijf actief in het spoorgoederenvervoer.

Netwerk van GySEV
Roodbruine lijn is in eigendom, op de rode lijnen wordt de dienst uitgevoerd.